# Sepulcro-Hilario
Sepulcro-Hilario is een gemeente in de Spaanse provincie Salamanca in de regio Castilië en León met een oppervlakte van 39,95 km². Sepulcro-Hilario telt 181 inwoners (1 januari 2016).

## Demografische ontwikkeling
Bron: INE, 1857-2011: volkstellingen